# Citre
Cítre so ljudsko strunsko glasbilo iz družine brenkal, razširjeno predvsem v alpskih deželah. Imenujejo jih tudi klavir malega človeka. Imajo 30 do 45 strun, od tega 4 ali 5 melodijskih, ostale so spremljevalne. Na melodijske strune se igra s trzalico, na spremljevalne pa s prsti levice. Izvor ni jasen, dokazano pa je, da so že antična ljudstva igrala na instrumente, podobne današnjim citram. Za časa kralja Ptolemeja I. na slavnosti v Aleksandriji sodelovalo šeststo glasbenikov, med njimi tristo citrarjev.
Omenjene so v knjigah starih prerokov, nanj so se učili igrati tudi egiptovski kralji. Tedaj so jih imenovali chetarah, pod imenom cithara so jih poznali Arabci, ki so jih v času križarjev zanesli v Evropo. Tedaj so bile citre v obliki oglate redonančne skrinje. 
Glasbilo s strunami, na katero se z desnico brenka, z levico pa prebira strune, podolgovate oblike, se na Slovenskem imenuje na splošno citre, ne glede na to, ali so domač izdelek ali tovarniški oz. obrtniški.
Glasbilo je narejeno iz podolgovate nizke lesene skrinje, po navadi z izbočeno zunanjo daljšo stranico in ima zgornji plošči položno napete strune, ki so različno uglašene. Melodijske strune so napete čez ubiralko s prečkami za prijeme.
Kupilne, t. i. akordične ali koncertne citre so bile ob koncu 19. stoletja priljubljene zlasti po trgih in mestih za hišno muziciranje. Ker so jih dobivali večinoma od avstrijskih ali nemških izdelovalcev, so jih imenovali tudi nemške citre, za razliko od slovenskih, doma narejenih, ki so bile v rabi na podeželju.
Pomemben učitelj citer je Ivan Kiferle, ki je izdal 12 zvezkov slovenskih pesmi, prirejenih za citre. Med obema vojnama je navdušenje za citre polagoma splahnelo, le posamezniki so še segali po njih. Po drugi svetovni vojni pa so postale zopet bolj popularne, toda v drugačnih okoliščinah. Deloma jim je dal svojo veljavo Ansambel Mihe Dovžana, ki je temu slovenskemu alpskemu glasbilu pridružil še kitaro in bas ter s tem ustvaril svoj tip narodno-zabavnega ansambla.
Citre so postale zelo znane, ko je bila na njih izvajana spremljevalna glasba v znanem film Tretji človek režiserja Carola Reeda. Uporabljene so bile tudi v filmski glasbi Urbana Kodra za film Cvetje v jeseni. Kar nekaj filmov je, v katerih so avtorji glasbe posebej poudarili citre. Tako so se tudi z zaprašenih podstrešij začela vračati pozabljena glasbila.

## Citre na Slovenskem
Strokovnjaki pravijo, da so bile citre nekoč doma skoraj v vsaki hiši na Slovenskem. Ljudski godci so na njih igrali že v davnih časih (v Finžgarjevem romanu Pod svobodnim soncem je godec Radovan igral na plunko). V prejšnjem stoletju so se ljudem zelo priljubile zaradi svojega zvoka, za takšno popularnost pa so poskrbeli iznajdljivi evropski trgovci. V citrarskih šolah (glasbena literatura z navodili za igranje in raznovrstnimi skladbami) je največ priredb slovenskih ljudskih napevov in domoljubnih pesmi.
Imamo tudi nekaj pravih mojstrov, ki ročno izdelujejo citre.